# إدواردو كرايغر
إدواردو كرايغر (بالبرتغالية: Eduardo Krieger‏) هو طبيب برازيلي، ولد في 27 يونيو 1928 في Cerro Largo, Rio Grande do Sul ‏ في البرازيل.